# Nunavut
Nunavut (inuktitut: ᓄᓇᕗᑦ, betyder "Vårt land") är till ytan det största och nordligaste av Kanadas tre territorier; de två övriga är Yukon och Northwest Territories. Territoriet separerades officiellt från Nordvästterritorierna 1 april 1999, och är därmed Kanadas nyaste territorium. Skapandet av territoriet var den första större ändringen av Kanadas karta sedan Newfoundland inkorporerades som provins 1949.
Territoriet täcker omkring 21 procent av Kanadas totala yta, en yta på 2 093 190 km² och omfattar hela Kanadas östliga del av Arktis. Till Nunavut hör således flera stora arktiska öar, varav Baffinön är den största. Den nordligaste ön, Ellesmereön, ligger endast några mil ifrån Grönlands nordvästra spets. Nunavut är världens femte största administrativa område, efter Sacha, Western Australia, Krasnojarsk kraj och Grönland.
Nunavut är visserligen den största av Kanadas provinser och territorier till ytan, men den är den minsta till befolkningen. Den hade året 2006 en total folkmängd på 29 474 invånare, varav ungefär 85 procent är inuiter och annan ursprungsbefolkning. Huvudstad, tillika största stad, i Nunavut är Iqaluit (tidigare Frobisher Bay) och ligger på Baffinön. Den näst största staden är Rankin Inlet. I Nunavut ligger även den nordligaste permanenta bosättningen i världen, Alert.
Nunavut är det första territoriet där en ursprungsbefolkning fått en så betydande grad av självbestämmande. Den 1 april 1999 bildades Nunavut genom att före detta Nordvästterritorierna delades i två. Den östra delen blev då Nunavut, och den västra delen Nordvästterritorierna. Detta är därmed den senaste ändringen som gjorts på Kanadas politiska karta och var en överenskommelse mellan den inuitiska befolkningen och den kanadensiska federala regeringen.

## Historia
Regionen som idag heter Nunavut har under 4 000 år bebotts av amerikanska ursprungsinvånare. Många historiker identifierar det som i de nordiska sagorna kallas Helluland som Baffinön, så det är möjligt att invånarna i området hade kontakt med nordmän. I september 2008 gjordes fynd vid arkeologiska utgrävningar vilka kan tyda på att europeiska bosättare anlänt till Baffinön kring år 1000 eller tidigare.
De första skriftliga källor som nämner området, utöver de om vikingarna, är från 1576, då den engelska upptäcktsresanden Martin Frobisher under en expedition för att finna Nordvästpassagen trodde sig ha hittat guldmalm kring den vattenyta som idag heter Frobisher Bay längs Baffinöns kust. Malmen visade sig vara värdelös, men Frobisher var den första europé som man känner till hade kontakt med inuiterna. Under 1600-talet följde flera upptäcktsresande i Frobishers fotspår, bland andra Henry Hudson, William Baffin och Robert Bylot.
Cornwallis Island och Ellesmereön spelade en roll i Kalla kriget under 1950-talet. Den federala regeringen omplacerade då inuiterna från Nunavik till Resolute och Grise Fiord på grund av områdets strategiska geopolitiska position. Många av dessa svälte ihjäl, då de inte var vana vid områdets hårda förhållanden. De tvingades trots detta att stanna. Fyrtio år senare publicerades en rapport av Royal Commission on Aboriginal Peoples vid namn The High Arctic Relocation: A Report on the 1953-55 Relocation och regeringen betalade kompensation för de påverkade och deras efterlevande. De bad dock inte om ursäkt.
År 1976, under tiden för markförhandlingar mellan Inuit Tapiriit Kanatami (en inuitisk intresseorganisation) och Kanadas regering, diskuterades att dela upp Nordvästterritorierna för att skapa ett separat territorium för inuiterna. 14 april 1982 hölls en folkomröstning i Nordvästterritorierna, och en majoritet av invånarna röstade för. Markförhandlingarna blev färdiga i september 1992 och ratificerades av nära 85% av de röstberättigade i Nunavut. Den 9 juli 1993 godkändes vidare beslut av det kanadensiska parlamentet. 1 april 1999 blev slutligen Nunavut ett eget territorium.

## Geografi

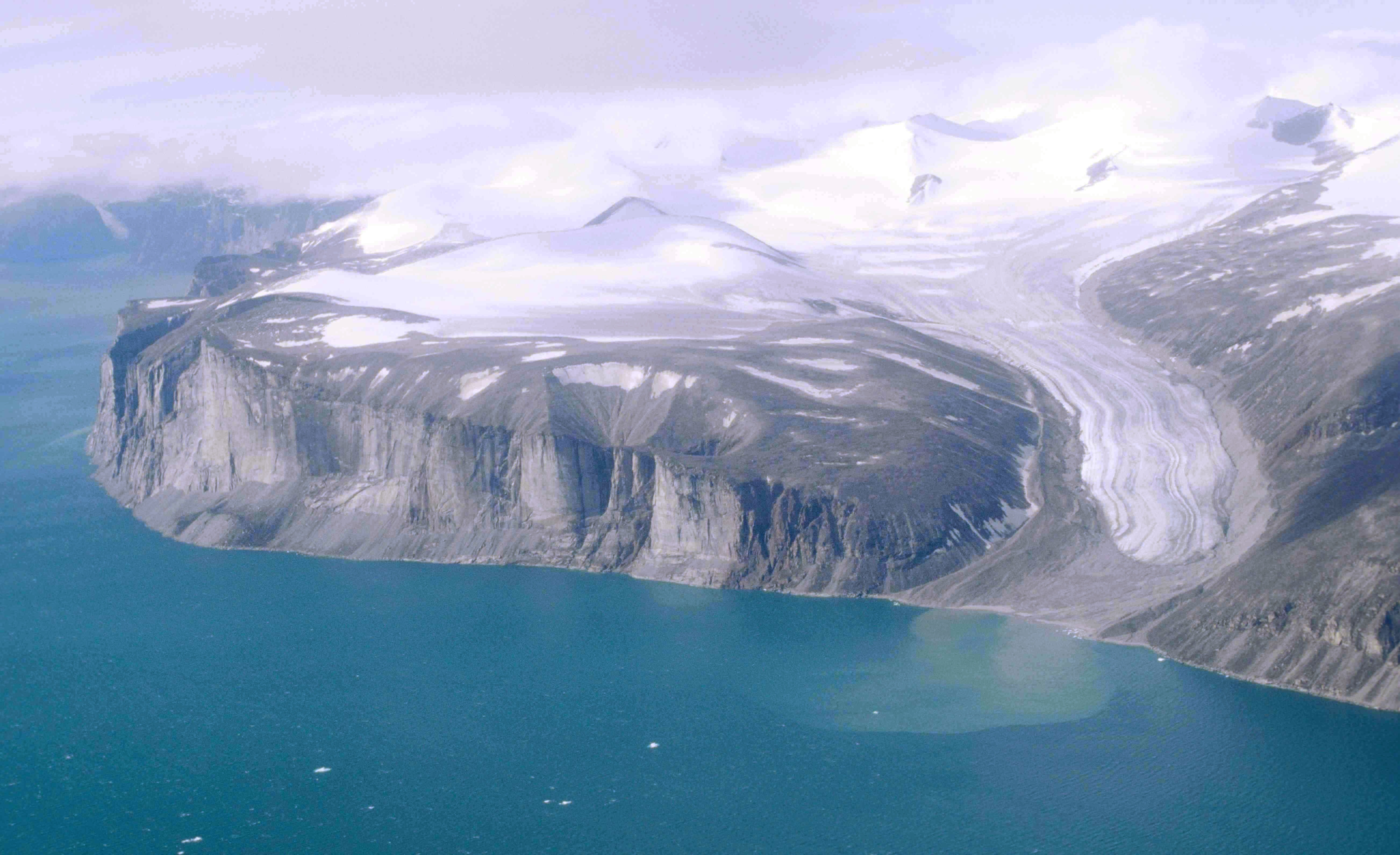
Baffinöns nordvästkust.

Nunavut täcker en yta bestående av 1 932 255 km² land och 160 935 km² vatten, i norra Kanada. Territoriet består av en del fastland, majoriteten av den arktiska ögruppen och alla öar i Hudson Bay, James Bay och Ungava Bay (inkluderande Belcher Islands), som tidigare tillhörde Nordvästterritorierna. Om Nunavut vore ett land, hade det varit det femtonde största i världen.
Nunavut gränsar till Nordvästterritorierna på flera öar samt på fastlandet, till Manitoba i syd, till Saskatchewan i sydväst och till Newfoundland och Labrador på Killiniq Island. Nunavut har också maritima gränser till Québec, Ontario och Manitoba, samt med Grönland.
Den högsta punkten i Nunavut är Barbeau Peak som når 2616 meter över havet. Den ligger på Ellesmereön. Befolkningstätheten är 0,015 per kvadratkilometer, en av de lägsta i världen. Som jämförelse kan nämnas att Grönland är ungefär lika stort och har dubbelt så många invånare.

## Administrativ indelning
| \| Region (tidigare namn) \| Inuktitut \| Huvudort \| Yta (km²) \| Befolkning (Census 2016[13]) \| Antal kommuner \| \| ---------------------- \| ----------- \| ------------- \| ------------ \| ---------------------------- \| -------------- \| \| Qikiqtaaluk (Baffin) \| ᕿ ᑭ ᖅ ᑖ ᓗ ᒃ \| Iqaluit \| 989 879,35 \| 18 988 \| 14 \| \| Kitikmeot \| ᕿᑎᕐᒥᐅᑦ \| Cambridge Bay \| 443 277,47 \| 6 543 \| 7 \| \| Kivalliq (Keewatin) \| ᑭᕙᓪᓕᖅ \| Rankin Inlet \| 444 621,71 \| 10 413 \| 7 \| \| Nunavut \| ᓄᓇᕗᑦ \| Iqaluit \| 1 877 778,35 \| 35 944 \| 28 \| |             |               |              |                          |                |
| Region (tidigare namn) | Inuktitut   | Huvudort      | Yta (km²)    | Befolkning (Census 2016) | Antal kommuner |
| Qikiqtaaluk (Baffin) | ᕿ ᑭ ᖅ ᑖ ᓗ ᒃ | Iqaluit       | 989 879,35   | 18 988                   | 14             |
| Kitikmeot | ᕿᑎᕐᒥᐅᑦ      | Cambridge Bay | 443 277,47   | 6 543                    | 7              |
| Kivalliq (Keewatin) | ᑭᕙᓪᓕᖅ       | Rankin Inlet  | 444 621,71   | 10 413                   | 7              |
| Nunavut | ᓄᓇᕗᑦ        | Iqaluit       | 1 877 778,35 | 35 944                   | 28             |

## Demografi
| Ort           | 2006  | 2001  | tillväxt |
| ------------- | ----- | ----- | -------- |
| Iqaluit       | 6 184 | 5 236 | 18,1%    |
| Rankin Inlet  | 2 358 | 2 177 | 8,3%     |
| Arviat        | 2 060 | 1 899 | 8,5%     |
| Baker Lake    | 1 728 | 1 507 | 14,7%    |
| Igloolik      | 1 538 | 1 286 | 19,6%    |
| Cambridge Bay | 1 477 | 1 309 | 12,8%    |
| Pangnirtung   | 1 325 | 1 276 | 3,8%     |
| Pond Inlet    | 1 315 | 1 220 | 7,8%     |
| Kugluktuk     | 1 302 | 1 212 | 7,4%     |
| Cape Dorset   | 1 236 | 1 148 | 7,7%     |

Enligt 2006 års folkräkning hade Nunavut 29 474 invånare, varav 24 640 identifierade sig som inuiter (83,6% av befolkningen), 100 som First Nations (0,34%), 130 som métiser (0,44%) och 4 410 som icke infödda (14,96%).
Befolkningsökningen har varit högt över det kanadensiska genomsnittet under de senaste årtionden, framför allt för att nativiteten är signifikant högre än det kanadensiska genomsnittet, vilket är en trend som fortgår. Mellan april och juli 2009 upplevde Nunavut en befolkningsökning på 0,68%, den högsta av någon kanadensisk provins eller territorium. Den näst högsta befolkningsökningen var i Alberta, med 0,59%. Vad gäller immigration kontra emigration har dock Nunavut ett överskott utvandring, då många inuiter lämnar territoriet för att söka bättre ekonomiska förutsättningar i andra delar av Kanada.

### Språk
Gemensamt med inuktitut är inuinnaqtun, engelska och franska officiella språk i Nunavut.
Engelskan ökar inflytande i Nunavut allt mer, och år 2000 skrevs en rapport av Ian Martin vid York University som handlade om att inuktitut på lång sikt är hotat att utrotas av engelskan. Detta hot ska finnas överallt, och visar sig speciellt genom riktlinjerna för språkundervisning i skolan. Han har i rapporten utvecklat en plan för att skapa ett "fullständigt tvåspråkigt samhälle" till år 2020. I denna plan ingår att öka de lokala språkens status i undervisningen.

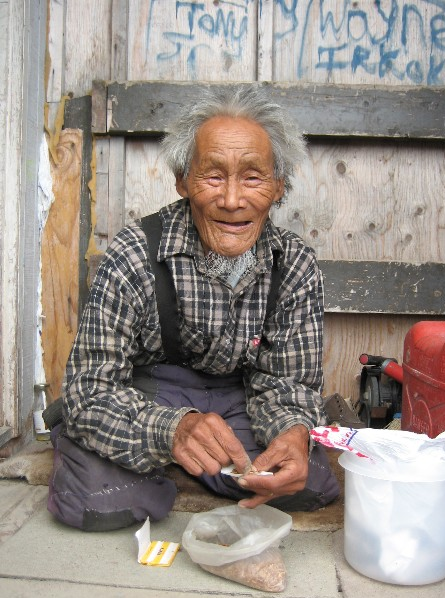
Inuit i Arviat.

Av de 29 025 som svarade på frågan i folkräkningen vad de anser ha för modersmål fördelades svaren enligt följande:
| 1. | Inuktitut   | 20 185 | 69,54% |
| 2. | Engelska    | 7 765  | 26,75% |
| 3. | Franska     | 370    | 1,27%  |
| 4. | Inuinnaqtun | 295    | 1,02%  |

Bara engelska och franska räknades som officiella språk i folkräkningen.
I samma folkräkning visades att 2 305 personer (7,86%) inte förstod något av Kanadas två officiella språk.

### Religion
Den största religionen i Nunavut enligt 2001 års folkräkning är anglikanska kyrkan i Kanada med 15 440 troende (58%), följt av romersk-katolska kyrkan med 6 205 (23%) och pingströrelsen med 1 175 (4%). 93,2% av befolkningen är totalt sett kristna.